# Film sull'Olocausto
I film sull’Olocausto hanno contribuito in modo fondamentale a disseminare la conoscenza del fenomeno. Sono al tempo stesso un'importante testimonianza di come tale conoscenza sia cambiata nel corso dei decenni nella cultura popolare.

## Introduzione
Durante i primi anni delle persecuzioni razziali naziste, il soggetto trova scarsa eco nel cinema. Il timore di creare incidenti diplomatici con la Germania, che potessero tradursi in un boicottaggio generalizzato dei prodotti cinematografici americani, francesi o inglesi, tiene a freno le grandi case di produzione. Solo dopo la scoppio della guerra in Europa si comincia nei film inglesi e (con maggior cautela) americani a fare riferimento alle atrocità del regime nazista e alla repressione di ogni voce di dissenso. Night Train to Munich di Carol Reed (1940) è il primo film a mostrare i campi di concentramento per i dissidenti, ma alla persecuzione di ebrei si fa riferimento solo in Bufera mortale di Frank Borzage (in modo ancora implicito), in The Man I Married di Irving Pichel (in modo finalmente esplicito) e quindi in Il grande dittatore di Charlie Chaplin (come tema centrale). Anche dopo l'entrata degli Stati Uniti nel conflitto, la condanna totale della dittatura nazista entra raramente nello specifico delle sue politiche razziali, se non in casi eccezionali (Nessuno sfuggirà di André De Toth). Sentimenti antisemiti e pregiudizi razziali sono diffusi anche tra le opinioni pubbliche dei paesi che combattono il nazismo.
Solo nel dopoguerra, con la scoperta dei campi di sterminio e delle enormità dei crimini nazisti, il riferimento alle persecuzioni razziali si fa esplicito, dapprima in Polonia o in documentari e film che le forze di occupazione alleate producono in Germania come prove documentarie negli imminenti processi e allo scopo di mostrare al popolo tedesco in tutta la sua crudezza il vero volto della dittatura. Restano famosi per l'orrore e la crudezza delle riprese i filmati girati dalle truppe alleate alla liberazione dei campi di concentramento di Majdanek, Auschwitz, Buchenwald, Dachau, ecc.
Nei film destinati ad un pubblico internazionale il tema dell'Olocausto è presentato in maniera più allusiva e indiretta (anche se con alti risultati artistici nei film Lo straniero di Orson Welles e Odissea tragica di Fred Zinnemann), dove le atrocità naziste non costituiscono il centro ma piuttosto la premessa della vicenda narrata. La descrizione della realtà dei campi resta affidata al documentario, a quel Notte e nebbia (1955) del regista francese Alain Resnais che rappresenta il primo classico della cinematografia internazionale sullo sterminio degli ebrei.
L'approccio indiretto all'Olocausto continua ad essere prevalente, anzi si rafforza, negli anni cinquanta, sessanta e settanta, dove i film più famosi sono Il diario di Anna Frank (1959), Vincitori e vinti (1961), Il negozio al corso (1965) o Il giardino dei Finzi Contini, film le cui vicende si collocano a cornice, come prologo ed epilogo degli eventi centrali dell'Olocausto. L'accento si sposta altrimenti sulle memorie e sui traumi dei sopravvissuti, in film come L'uomo del banco dei pegni (1964) o La vita davanti a sé (1977).
Il soggetto dell'Olocausto in particolare è ritenuto troppo scioccante per essere proposto in maniera diretta al pubblico televisivo. Nel 1953 fa notizia la prima intervista ad una superstite dell'Olocausto in un popolare programma di intrattenimento statunitense, ma nessun riferimento esplicito è fatto all'esperienza vissuta. Il Diario di Anna Frank e il Processo di Norimberga sono gli unici soggetti di cui si parli con una certa frequenza e ci vuole il coraggio e il genio di Rod Serling perché la cruda realtà dei campi di concentramento sia presentata nel 1961 in un celebre episodio di una serie televisiva (Ai confini della realtà) ufficialmente dedicata alla fantascienza. Occorre attendere il 1978 con la serie televisiva Olocausto, perché nell'opinione pubblica si accenda l'interesse a conoscere la storia vera e propria dell'Olocausto. Nel 1985 il monumentale documentario Shoah offre la più dettagliata e minuziosa ricostruzione dello sterminio.
La filmografia dell'Olocausto si espande progressivamente, con pellicole di alta qualità come Arrivederci ragazzi (1987) di Louis Malle o Europa Europa (1990) di Agnieszka Holland, per culminare negli anni novanta con lo straordinario successo internazionale di critica e di pubblico di pellicole come Schindler's List - La lista di Schindler di Steven Spielberg (1993) e La vita è bella (1997) di Roberto Benigni. Da allora, con la corsa contro il tempo a raccogliere le testimonianze degli ultimi sopravvissuti ancora viventi è un crescendo di film e documentari che coprono ogni aspetto delle persecuzioni razziali naziste. Tra i prodotti migliori della più recente ondata di film sull'Olocausto si segnalano Il pianista (2002) di Roman Polański, In Darkness (2011) di Agnieszka Holland, Storia di una ladra di libri (2013) di Brian Percival. e Il figlio di Saul (2015) di László Nemes.

## Filmografia
| Anno | Nazione                            | Regista                                    | Titolo | Note |
| ---- | ---------------------------------- | ------------------------------------------ | --- | --- |
| 1934 | Stati Uniti                        | Mindlin, Michael                           | Hitler's Reign of Terror | <DOC> |
| 1939 | Stati Uniti                        | Newfield, Sam                              | Belve su Berlino / Hitler - Beast of Berlin                                                                                    | |
| 1940 | Regno Unito                        | Reed, Carol                                | Night Train to Munich | Primo film a mostrare i campi di concentramento per "dissidenti politici". |
| 1940 | Stati Uniti                        | Chaplin, Charles                           | The Great Dictator / Il grande dittatore                                                                                       | Una satira del regime nazista. Primo film ad affrontare esplicitamente il tema delle propaganda antiebraica. |
| 1940 | Stati Uniti                        | Pichel, Irving                             | The Man I Married (I Married a Nazi)                                                                                           | Una moglie americana segue il marito tedesco per una visita in Germania e lo vede cadere sotto l'influenza della propaganda nazista. Gli ebrei sono esplicitamente menzionati tra le minoranze perseguitate. |
| 1940 | Germania (Terzo Reich)             | Hippler, Fritz                             | Der ewige Jude / L'ebreo errante                                                                                               | <DOC> Film di propaganda antisemita della Germania nazista, inteso a giustificare le persecuzioni antiebraiche. Contiene immagini dai ghetti nazisti della Polonia. |
| 1941 | Stati Uniti                        | Cromwell, John                             | So Ends Our Night / Così finisce la nostra notte                                                                               | Una denuncia esplicita delle persecuzioni antisemite del regime nazista attraverso le vicende di tre rifugiati tedeschi. |
| 1942 | Regno Unito                        | Pichel, Irving                             | The Pied Piper | Un anziano gentleman inglese nel corso dell'invasione tedesca della Francia cerca di tornare in Inghilterra. A lui si unisce un gruppetto di bambini rifugiati, tra cui due ebrei. |
| 1942 | Stati Uniti                        | Lubitsch, Ernst                            | To Be or Not To Be / Vogliamo vivere!                                                                                          | Satira del nazismo e della repressione dei "dissidenti" in Polonia |
| 1943 | Stati Uniti                        | Sirk, Douglas                              | Hitler's Madman / Il pazzo di Hitler                                                                                           | Ispirato alla strage di Lidice in risposta all'uccisione di Reinhard Heydrich. |
| 1943 | Stati Uniti                        | Dmytryk, Edward                            | Hitler's Children | Condanna dell'indottrinamento nazista della gioventù. |
| 1944 | Stati Uniti                        | De Toth, André                             | None Shall Escape / Nessuno sfuggirà                                                                                           | Primo film a denunciare apertamente i crimini dei nazisti contro gli ebrei. |
| 1944 | Stati Uniti                        | Fenton, Leslie                             | Tomorrow, the World! / ...e domani il mondo                                                                                    | Un ragazzo indottrinato dalla propaganda nazista viene a vivere in America dallo zio e entra in conflitto con i valori della democrazia americana, che alla fine prevalgono. |
| 1944 | Stati Uniti                        | Zinnemann, Fred                            | The Seventh Cross / La settima croce                                                                                           | Uno dei primi film ad affrontare il tema dei campi di concentramento nazisti per "dissidenti", inclusi ebrei. |
| 1944 | Germania (Terzo Reich)             | Gerron, Kurt                               | Theresienstadt. Ein Dokumentarfilm aus dem jüdischen Siedlungsgebiet / Terezin: Un documentario sul reinsediamento degli ebrei | <DOC> Film di propaganda della Germania nazista, girato a inizio settembre 1944, inteso a presentare il campo di concentramento di Theresienstadt come un "ghetto modello" e negare così la realtà dell'Olocausto. Noto anche come Der Führer schenkt den Juden eine Stadt / Il Führer dona una città agli ebrei. |
| 1944 | Polonia                            | Ford, Aleksander                           | Majdanek - cmentarzysko Europy / Majdanek - The Graveyard of Europe / Majdanek - Il Cimitero d'Europa                          | <DOC> Girato nel luglio 1944, fu presentato a Lublino il 26 novembre 1944, primo filmato a documentare le camere a gas e le atrocità naziste. |
| 1945 | Polonia                            |                                            | Аушвиц / The Liberation of Auschwitz / La Liberazione di Auschwitz                                                             | <DOC> Girato dall'esercito sovietico nel febbraio 1945 durante l'evacuazione del campo di Auschwitz-Birkenau un mese dopo l'avvenuta liberazione. |
| 1945 | Germania                           | Wilder, Billy & Burger, Hanuš              | Die Todesmühlen / Death Mills / I mulini della morte                                                                           | <DOC> Girato dagli americani per mostrare al pubblico tedesco la realtà dei campi di sterminio |
| 1945 | Germania                           | Godfrey, Peter                             | Berlino Hotel | Un dissidente antinazista a Berlino nell'imminenza della caduta del regime. |
| 1945 | Regno Unito                        | Bernstein, Sidney & Hitchcock, Alfred      | Memory of the Camps | <DOC> Rimasto incompiuto, fu edito per la televisione una prima volta nel 1984-85 e quindi nel 2014. |
| 1945 | Stati Uniti                        | Stevens, George                            | The Nazi Plan | <DOC> Documenta il progetto di genocidio e conquista della Germania nazista. Presentato come prova d'accusa al processo di Norimberga. |
| 1945 | Stati Uniti                        | Stevens, George                            | Nazi Concentration Camps | <DOC> Documenta i campi di concentramento nazisti. Presentato anch'esso come prova d'accusa al processo di Norimberga. |
| 1945 | Stati Uniti                        | Stevens, George                            | That Justice Be Done | <DOC> Il breve filmato (10m) documenta gli sforzi compiuti per sottoporre a processo i responsabili dell'Olocausto. |
| 1945 | Stati Uniti                        | Siegel, Don                                | Hitler Lives | <DOC> Il breve filmato (17m) afferma che occorre vigilare perché l'ideologia nazista non riemerga, richiamando gli orrori della guerra. |
| 1945 | Jugoslavia                         | Gavrin, Gustav & Hlavaty, Kosta            | Jasenovac | <DOC> Il breve filmato (16m) documenta gli orrori del campo di concentramento di Jasenovac |
| 1946 | Francia                            | Bahelfer, M.                               | Nous continuons!.. | <DOC> Gli sforzi della Commission Centrale de l'Enfance a favore dei bambini dell'Olocausto. |
| 1946 | Germania                           | Staudte, Wolfgang                          | Die Mörder sind unter uns / Murderers Among Us                                                                                 | Prodotto nel settore sovietico, solo indirettamente allude agli stermini di massa dell'Olocausto. |
| 1946 | Stati Uniti                        | Welles, Orson                              | The Stranger / Lo straniero | La figura del criminale nazista fuggitivo è modellata su quella di Joseph Mengele. |
| 1946 | Stati Uniti                        | Miller, David                              | Seeds of Destiny | <DOC> Breve filmato (20m) a sostegno degli sforzi della United Nations Relief and Rehabilitation Administration a favore dei bambini vittime della guerra in Europa. |
| 1947 | Germania                           | Braun, Harald                              | Zwischen gestern und morgen / Between Yesterday and Tomorrow                                                                   | Primo film prodotto nel settore americano, tratta apertamente delle persecuzioni razziali. |
| 1947 | Germania                           | Maetzig, Kurt                              | Ehe im Schatten / Marriage in the Shadows                                                                                      | Altra produzione del settore sovietico. Un attore non-ebreo sceglie di suicidarsi con la moglie e il figlio piuttosto che divorziare e abbandonarli al loro destino di morte. |
| 1947 | Germania                           | Käutner, Helmut                            | In jenen Tagen / Seven Journeys                                                                                                | La vita di persone ordinarie in Germania prima della guerra. Fa riferimento alle leggi razziali naziste. |
| 1947 | URSS                               | C. Svilov                                  | Суд народов / The Nuremberg Trials                                                                                             | <DOC> Uno sguardo al processo di Norimberga dal punto di vista dell'Unione Sovietica. |
| 1948 | Italia                             | Alessandrini, Goffredo                     | L'ebreo errante / The Wandering Jew                                                                                            | Primo film italiano ad affrontare il tema dei campi di concentramento per ebrei. |
| 1948 | Polonia                            | Ford, Aleksander                           | Fiamme su Varsavia / Ulica Graniczna / Border Street                                                                           | Il ghetto di Varsavia attraverso gli occhi di due famiglie, una polacca e una ebrea. |
| 1948 | Polonia                            | Gross, Nathan                              | Unzere Kinder <yiddish> / Our Children                                                                                         | Due attori visitano in un orfanotrofio un gruppo di bambini ebrei sopravvissuti dai ghetti. |
| 1948 | Polonia                            | Jakubowska, Wanda                          | Ostatni etap / L'ultima tappa / The Last Stage                                                                                 | Primo film ad essere ambientato in un campo di concentramento (Auschwitz). |
| 1948 | Germania                           | York, Eugen                                | Morituri | Altro film prodotto nel settore americano, parla di un dottore ebreo fuggitivo da un campo di concentramento. |
| 1948 | Stati Uniti                        | Zinnemann, Fred                            | The Search / Odissea tragica                                                                                                   | Film neorealista di grande successo. Si riconnette direttamente alla filmografia polacca e tedesca sull'Olocausto. |
| 1949 | Cecoslovacchia                     | Radok, Alfréd                              | Daleká cesta / Distant Journey                                                                                                 | L'impatto dell'Olocausto sugli ebrei di Praga. |
| 1949 | Germania                           | Fredersdorf, Herbert B. & Goldstein, Marek | Lang ist der Weg / Long Is the Road                                                                                            | Primo film a rappresentare l'Olocausto da un punto di vista ebraico, narrando l'esperienze di una famiglia ebraica prima, durante e dopo Auschwitz. |
| 1949 | Italia                             | Sequi, Mario                               | Monastero di Santa Chiara | In Italia una cantante ebrea è protetta da un ufficiale nazista che è innamorato di lei. |
| 1953 | Stati Uniti                        | Dmytryk, Edward                            | The Juggler / I perseguitati                                                                                                   | I problemi di un sopravvissuto dell'Olocausto emigrato in Israele a riadattarsi alla vita. |
| 1953 | Stati Uniti                        | Gruenberg, Axel                            | This Is Your Life: Hanna Bloch Kohner                                                                                          | <TV> Per la prima volta un sopravvissuto dell'Olocausto è intervistata alla televisione americana come protagonista di un popolare programma di intrattenimento. |
| 1955 | Francia                            | Resnais, Alain                             | Nuit et brouillard / Notte e nebbia / Night and Fog                                                                            | <DOC> Un classico della cinematografia sull'Olocausto. Primo documentario a rivisitarne i luoghi e la storia. |
| 1956 | Stati Uniti                        | Nosseck, Max                               | Singing in the Dark | Un sopravvissuto, emigrato in America e colpito da amnesia, scopre di essere il figlio di un celebre cantore. |
| 1957 | Austria                            | Guttmann, Karl                             | Das Tagebuch der Anne Frank / Il diario di Anna Frank / The Diary of Anne Frank                                                | <TV> Primo adattamento televisivo del Diario di Anna Frank, basato sul dramma di Frances Goodrich & Albert Hackett. |
| 1958 | Germania est                       | Stöhr, Emil                                | Das Tagebuch der Anne Frank / Il diario di Anna Frank / The Diary of Anne Frank                                                | <TV> Adattamento televisivo del Diario di Anna Frank, basato sul dramma di Frances Goodrich & Albert Hackett. |
| 1958 | Germania Ovest                     | Podmaniczky, Félix                         | Wieder aufgerollt: Der Nürnberger Prozess / Il processo di Norimberga / The Nuremberg Trials                                   | <DOC> Alterna immagini del processo con documenti sulle atrocità naziste. |
| 1959 | Italia                             | Rossellini, Roberto                        | Il generale Della Rovere / General Della Rovere                                                                                | I nazisti intendono usare come spia un impostore che si fa passare per un capo partigiano. Ma alla fine l'impostore si rifiuta di diventare un traditore. |
| 1959 | Italia                             | Pontecorvo, Gillo                          | Kapò | Una giovane ebrea parigina si trova proiettata nell'inferno dei campi di concentramento nazisti. |
| 1959 | Stati Uniti                        | Stevens, George                            | The Diary of Anne Frank / Il diario di Anna Frank                                                                              | Celeberrimo adattamento cinematografico del Diario di Anna Frank, basato sul dramma di Frances Goodrich & Albert Hackett. |
| 1959 | Germania Est, Bulgaria             | Wolf, Konrad                               | Sterne / Stelle / Stars | Il tragico amore tra una ragazza ebrea e un ufficiale delle SS. |
| 1959 | Stati Uniti                        | Hill, George Roy                           | Playhouse 90: Judgment at Nuremberg                                                                                            | <TV> Primo adattamento del soggetto. Teletrasmesso il 16 aprile 1959. |
| 1959 | Jugoslavia                         | Samardzic, Mirjana                         | Dnevnik Ane Frank / Il diario di Anna Frank / The Diary of Anne Frank                                                          | <TV> Adattamento televisivo del Diario di Anna Frank, basato sul dramma di Frances Goodrich & Albert Hackett. |
| 1960 | Germania Est                       | Leopold, Georg                             | Nackt unter Wölfen / Naked Among Wolves                                                                                        | <TV> |
| 1960 | Stati Uniti                        | Preminger, Otto                            | Exodus | Sopravvissuti dell'Olocausto in rotta verso Israele. |
| 1960 | Jugoslavia (Croazia)               | Štiglic, France                            | Deveti krug / Девети круг / Nono cerchio / The Ninth Circle                                                                    | Primo film jugoslavo ad affrontare il tema delle persecuzioni razziali. Nominato all'Oscar. |
| 1960 | Cecoslovacchia                     | Weiss, Jiří                                | Romeo, Julia a tma / Giulietta, Romeo e le tenebre / Romeo, Juliet and Darkness                                                | Un giovane studente nasconde una ragazza ebrea nell'attico del suo appartamento. |
| 1960 | Francia                            | Gatti, Armand                              | L’enclos / Otto ore al buio / Enclosure                                                                                        | Incontro tra due prigionieri in un campo di concentramento: uno è un ebreo, l'altro un "politico" tedesco antinazista. |
| 1960 | Italia                             | Comencini, Luigi                           | Tutti a casa / Everybody Go Home!                                                                                              | Il film contiene l'episodio di un giovane soldato italiano che dopo l'8 settembre muore nel tentativo di proteggere dall'arresto una ragazza ebrea. |
| 1961 | Francia                            | Rossif, Frédéric                           | Le temps du ghetto / Vincitori alla sbarra                                                                                     | <DOC> Le atrocità dei nazisti nel ghetto di Varsavia. |
| 1961 | Italia                             | Lizzani, Carlo                             | L'oro di Roma / Gold of Rome                                                                                                   | Sulle deportazione dal ghetto di Roma |
| 1961 | Stati Uniti                        | Springsteen, R.G.                          | Operazione Eichmann / Operation Eichmann                                                                                       | Sulla vita e il processo di Adolf Eichmann. |
| 1961 | Stati Uniti                        | Kramer, Stanley                            | Judgment at Nuremberg / Vincitori e vinti                                                                                      | Resoconto del processo di Norimberga. |
| 1961 | Polonia                            | Wajda, Andrzej                             | Samson | Primo film di Wajda sul soggetto dell'Olocausto. |
| 1961 | Stati Uniti                        | Medford, Don                               | Twilight Zone: Deaths-Head Revisited / Ai confini della realtà                                                                 | <TV> Scritto da Rod Serling, uno dei più celebri episodi della serie televisiva (3.9; n.74) affronta il tema dei campi di sterminio. |
| 1962 | Paesi Bassi                        |                                            | Dagboek van Anne Frank / Il diario di Anna Frank                                                                               | <TV> Adattamento televisivo del Diario di Anna Frank, basato sul dramma di Frances Goodrich & Albert Hackett. |
| 1963 | Cecoslovacchia                     | Brynych, Zbyněk                            | Transport z ráje / Trasporto per il paradiso / Transport from Paradise                                                         | Gli ultimi giorni del campo di concentramento di Theresienstadt |
| 1963 | Polonia                            | Munk, Andrzej & Lesiewicz, Witold          | Pasażerka / La passeggera / Passenger                                                                                          | Durante una crociera una tedesca che fu guardiana di un Lager crede di riconoscere sulla stessa nave una delle prigioniere ebree di allora. |
| 1963 | Germania Est                       | Beyer, Frank                               | Nackt unter Wölfen / Naked Among Wolves                                                                                        | Ambientato nel campo di concentramento di Buchenwald. |
| 1964 | Cecoslovacchia                     | Němec, Jan                                 | Démanty noci / I diamanti della notte                                                                                          | Due giovani ebrei fuggono dal treno che li trasporta verso un altro campo di concentramento, ma vengono catturati. |
| 1964 | Stati Uniti                        | Lumet, Sidney                              | The Pawnbroker / L'uomo del banco dei pegni                                                                                    | Un sopravvissuto, emigrato a New York, ha perso fiducia nella vita e nel genere umano. |
| 1965 | Cecoslovacchia                     | Kadár, Ján & Klos, Elmar                   | Obchod na korze / Il negozio al corso / The Shop On Main Street                                                                | Vincitore di Oscar. |
| 1965 | Cecoslovacchia                     | Lustig Arnošt & Moskalyk, Antonín          | Modlitba pro Katerinu Horovitzovou                                                                                             | <TV> Un gruppo di uomini d'affari americani è tenuto ostaggio dalle SS in un campo di concentramento. |
| 1965 | Francia                            | Calef, Henri                               | L'heure de la vérité / The Hour of Truth                                                                                       | Un ingegnere tedesco è l'unico superstite di un campo di concentramento. |
| 1965 | Germania Est                       | Hasler, Joachim                            | Chronik eines Mordes / Chronicle of a Murder                                                                                   | Dopo la guerra una donna ebrea uccide l'uomo responsabile della morte della sua famiglia e del suo imprigionamento. |
| 1965 | Germania Ovest                     | Hoffmann, Kurt                             | Das Haus in der Karpfengasse / The House in Karp Lane                                                                          | La vita di alcuni ebrei sotto l'occupazione tedesca di Praga. |
| 1966 | Cecoslovacchia                     |                                            | Námestie svätej Alzbety / The Square of Saint Elisabeth                                                                        | La tragica storia d'amore di due giovani in un piccolo paesino della Slovacchia. |
| 1966 | Italia                             | Risi, Nelo                                 | Andremo in città | La tragica vicenda di una famiglia, abitante in un paesino jugoslavo sotto l’occupazione nazista. |
| 1966 | Stati Uniti                        | Mann, Daniel                               | Judith | Una ebrea nel dopoguerra aiuta Israele a cercare suo marito, un ufficiale nazista che la ha tradita e si è riciclato aiutando il terrorismo arabo. |
| 1966 | Germania Ovest                     | Mitrović, Živorad 'Žika'                   | Zeugin aus der Hölle / Witness Out of Hell                                                                                     | Ad una giovane ebrea vittima di atrocità a Auschwitz è chiesto di testimoniare. |
| 1967 | Canada                             | Brittain, Donald / Spotton, John           | Memorial | <DOC> Un superstite dell'Olocausto torna in Germania ricordando la sua esperienza. |
| 1967 | Danimarca                          | Knudsen, Henning                           | Mordere iblandt os | <DOC> Speciale televisivo dedicato alla figura di Simon Wiesenthal. |
| 1967 | Francia                            | Verneuil, Henri                            | La 25ª ora | Un rumeno è inviato in un campo di concentramento per ebrei e per errore si trova ad essere arruolato tra le SS. |
| 1967 | Stati Uniti                        | Segal, Alex                                | The Diary of Anne Frank / Il diario di Anna Frank                                                                              | <TV> Adattamento televisivo del Diario di Anna Frank, basato sul dramma di Frances Goodrich & Albert Hackett. |
| 1968 | Cecoslovacchia                     | Moskalyk, Antonín                          | Dita Saxová | Unica sopravvissuta della sua famiglia, una giovane ebrea vive a Praga in una casa per orfani di guerra. |
| 1968 | Stati Uniti                        | Cohen, Nathen                              | The Song and the Silence | La vita di una famiglia ebrea in una cittadina polacca prima e dopo l'occupazione tedesca. |
| 1969 | Cecoslovacchia                     | Herz, Juraj                                | Spalovac mrtvol / Cremator | Come in un film dell'orrore, il coniuge "ariano" uccide la moglie ebrea e il figlio per provare la sua fedeltà al nazismo |
| 1969 | Francia                            | Ophüls, Marcel                             | Le chagrin et la pitié / The Sorrow and the Pity                                                                               | <DOC> La collaborazione del governo di Vichy con le autorità naziste. |
| 1969 | Italia                             | Visconti, Luchino                          | La caduta degli dei / The Damned                                                                                               | Gli anni dell’ascesa al potere del nazismo vista attraverso la decadenza di una potente famiglia di industriali. |
| 1969 | Stati Uniti                        | Frost, Lee                                 | Camp 7 - Lager femminile / Love Camp 7                                                                                         | Primo film del genere Nazisploitation, ambientato in un campo di concentramento femminile. |
| 1970 | Danimarca / Stati Uniti            | Christensen, Bent                          | The Only Way | La fuga in Svezia di una famiglia danese durante l'Olocausto. |
| 1970 | Italia                             | De Sica, Vittorio                          | Il giardino dei Finzi-Contini / The Garden of the Finzi-Continis                                                               | Basato sul romanzo di Giorgio Bassani. Vincitore all'Oscar. |
| 1970 | Polonia                            | Wajda, Andrzej                             | Krajobraz po bitwie / Paesaggio dopo la battaglia / Landscape After Battle                                                     | La drammatica storia d’amore tra un intellettuale polacco e una ragazza ebrea appena liberata da un Lager nazista. Basato sulle esperienze di Tadeusz Borowski, sopravvissuto all'Olocausto. |
| 1970 | Polonia                            | Andrzej Żuławski                           | Trzecia czesc nocy / The Third Part of the Night                                                                               | Un uomo cerca di sottrarsi all'Olocausto in Polonia nascondendosi. |
| 1970 | Jugoslavia                         | Mimica, Vatroslav                          | Hranjenik / The Fed One | Un gruppo di prigionieri in un campo di concentramento danno le loro razioni di cibo ad uno di loro, perche' possa vendicarli contro il loro Kapo. |
| 1972 | Stati Uniti                        | Fosse, Bob                                 | Cabaret | Gli anni della nascita del nazismo visti attraverso la vicenda di una cabarettista. Premiato con 8 Oscar. |
| 1972 | Stati Uniti                        | Lewis, Jerry                               | The Day the Clown Cried / Il giorno in cui il clown pianse                                                                     | In un campo di concentramento ad un clown è chiesto di intrattenere i bambini destinati alla camere a gas, ma preso dal rimorso muore con loro. Per volontà dello stesso Lewis, il film non è mai stato completato e distribuito.                                                                                 |
| 1973 | Italia                             | Capogna, Sergio                            | Diario di un italiano | La tragica storia d’amore tra Valerio, giovane tipografo, e Vanda, ebrea, nella Firenze del 1938 all’indomani delle leggi razziali fasciste. Tratto dalla novella «Vanda» di Vasco Pratolini. |
| 1974 | Germania Ovest                     | Ford, Aleksander                           | Sie sind frei, Doktor Korczak / The Martyr                                                                                     | Film basato sulla storia di Janusz Korczak nel ghetto di Varsavia. |
| 1974 | Italia                             | Cavani, Liliana                            | Il portiere di notte / The Night Porter                                                                                        | Il portiere, un ex torturatore nazista, ritrova casualmente una delle sue vittime. |
| 1974 | Israele                            | Gouri, Haim                                | המכה ה-81 / The 81st Blow | <DOC> Primo in una trilogia di documentari prodotti in Israele dopo il processo a Adolf Eichmann. Nominato all'Oscar. |
| 1974 | Regno Unito                        | Neame, Ronald                              | The Odessa File / Dossier Odessa                                                                                               | Un giornalista indaga sulla rete di aiuto ai criminali nazisti. |
| 1974 | Stati Uniti                        | Gries, Tom                                 | QB VII | <TV> Miniserie. Un medico polacco è accusato di aver compiuto degli esperimenti medici di sterilizzazione sui prigionieri |
| 1975 | Germania Est                       | Beyer, Frank                               | Jakob, der Lügner / Jakob il bugiardo / Jacob the Liar                                                                         | Prigioniero in un ghetto, Jakob diffonde tra i suoi compagni false notizie sull'andamento della guerra per mantenere vive le loro speranze. Primo adattamento del racconto di Jurek Becker. Nominato all'Oscar.                                                                                                   |
| 1975 | Francia                            | Doillon, Jacques                           | Un sacchetto di biglie (Un sac de billes)                                                                                      | La sopravvivenza di due ragazzini ebrei nella Francia occupata dai nazisti. Primo adattamento del racconto autobiografico di Joseph Joffo. |
| 1975 | Stati Uniti                        | Collier, James F.                          | The Hiding Place | Due sorelle olandesi cristiane sono rinchiuse in un campo di concentramento per aver aiutato degli ebrei. |
| 1975 | Stati Uniti                        | Hiller, Arthur                             | The Man in the Glass Booth | Un ricco industriale newyorkese è rapito e condotto in Israele con l'accusa di essere un criminale nazista. |
| 1975 | Stati Uniti                        | Edmonds, Don                               | Ilsa, She Wolf of the SS / Ilsa la belva delle SS                                                                              | Classico del genere erotico Nazisploitation. Generò due sequel. |
| 1976 | Italia                             | Scavarda, Aldo                             | La linea del fiume / Stream Line                                                                                               | Un bambino ebreo sfugge al rastrellamento del Ghetto di Roma del 16 ottobre 1943. Una organizzazione clandestina lo conduce in salvo a Londra, attraverso la Francia. |
| 1976 | Italia                             | Wertmüller, Lina                           | Pasqualino Settebellezze / Seven Beauties                                                                                      | Un guappo napoletano, internato in un lager, cerca di sopravvivere circuendo sessualmente la direttrice del campo. |
| 1976 | Italia                             | Di Silvestro, Rino                         | Le deportate della sezione speciale SS                                                                                         | Esempio italiano del genere erotico Nazisploitation. |
| 1976 | Francia                            | Losey, Joseph                              | Monsieur Klein / Mr. Klein | Nella Parigi occupata dalle truppe naziste, un usuraio è perseguitato perché omonimo di un ebreo. |
| 1976 | Regno Unito                        | Rosenberg, Stuart                          | Voyage of the Damned / La nave dei dannati                                                                                     | Basata sulle vicende dei 937 rifugiati che nel maggio 1939 lasciarono la Germania a bordo del transatlantico St Louis. |
| 1976 | Stati Uniti                        | Schlesinger, John                          | Marathon Man / Il maratoneta                                                                                                   | Un giovane ebreo di New York va alla caccia di un ex criminale nazista divenuto trafficante di diamanti e assassino. |
| 1977 | Germania Ovest                     | Schirk, Heinz                              | Reinhard Heydrich - Manager des Terrors                                                                                        | Biografia di Reinhard Heydrich, uno dei maggiori responsabili dell'Olocausto. |
| 1977 | Germania                           | Kotulla, Theodor                           | Aus einem deutschen Leben / Death Is My Trade                                                                                  | Biografia del comandante di Auschwitz Rudolf Höss. |
| 1977 | Italia                             | Canevari, Cesare                           | L'ultima orgia del III Reich / Last Orgy of the Third Reich                                                                    | Ancora un esempio italiano del genere erotico Nazisploitation. |
| 1977 | Francia                            | Mizrahi, Moshé                             | La vie devant soi / La vita davanti a sé / Madame Rosa                                                                         | I traumi di una sopravvissuta nella Francia del dopoguerra. Oscar per il miglior film straniero. |
| 1977 | Stati Uniti                        | Zinnemann, Fred                            | Julia / Giulia | Due amiche sono impegnate nella resistenza antinazista nella Vienna degli anni a cavallo dell’Annessione nel Terzo Reich. Premiato con 3 Oscar. |
| 1978 | Regno Unito                        | Schaffner, Franklin J.                     | The Boys from Brazil / I ragazzi venuti dal Brasile                                                                            | Un ebreo cacciatore di nazisti è sulle tracce del dottor Mengele in Brasile. |
| 1978 | Jugoslavia                         | Zafranovic, Lordan                         | Okupacija u 26 slika / Occupazione in ventisei quadri / Occupation in 26 Pictures                                              | La vita di tre amici a Dubrovnik (un italiano, un ebreo e una croata) è sconvolta dallo scoppio della seconda guerra mondiale. |
| 1978 | Stati Uniti                        | Chomsky, Marvin J.                         | Holocaust / Olocausto | <TV> La saga di una famiglia ebrea durante l'Olocausto. La miniserie televisiva rivelò per la prima volta al pubblico internazionale la complessa realtà' dell'Olocausto, con un impatto straordinario soprattutto negli Stati Uniti e in Germania.                                                               |
| 1979 | Germania Ovest                     | Lilienthal, Peter                          | David | La vita di un ragazzo ebreo agli inizi delle persecuzioni razziali in Germania. |
| 1979 | Stati Uniti                        | Collinson, Peter                           | The House on Garibaldi Street                                                                                                  | <TV> L'arresto di Adolf Eichmann ad opera del Mossad. |
| 1979 | Stati Uniti                        | Morley, Peter                              | Kitty: Return to Auschwitz | <DOC> Ritorno ad Auschwitz di un sopravvissuto. |
| 1980 | Stati Uniti                        | Mann, Daniel                               | Playing for Time | <TV> [film] - Basato sulla storia di Fania Fénelon, che fu musicista nell'orchestra di Auschwitz. Trasmesso il 30 settembre 1980. |
| 1980 | Stati Uniti                        | Sagal, Boris                               | The Diary of Anne Frank / Il diario di Anna Frank                                                                              | <TV> [film] - Adattamento del Diario di Anna Frank, basato sul dramma di Frances Goodrich & Albert Hackett. |
| 1981 | Australia                          | Oakley, John                               | The Hunter and the Hunted | <DOC> Il film documenta la caccia ai criminali nazisti ancora latitanti. |
| 1981 | Francia                            | Lelouch, Claude                            | Les Uns et les Autres / Bolero                                                                                                 | La storia parallela di quattro famiglie di musicisti di diversi paesi durante la guerra. |
| 1981 | Svizzera                           | Imhoof, Markus                             | Das Boot ist voll / La barca è piena                                                                                           | Sui rifugiati ebrei in Svizzera. Nominato all'Oscar. |
| 1981 | Germania                           | Hildebrandt, Dieter                        | Der gelbe Stern / The Yellow Star: The Persecution of the Jews in Europe 1933-45                                               | <DOC> Sulle persecuzioni razziali in Europa. Nominato all'Oscar. |
| 1981 | Stati Uniti                        | Jarvik, Laurence                           | Who Shall Live and Who Shall Die?                                                                                              | <DOC> |
| 1982 | Germania Ovest                     | Wirth, Peter Franz                         | Ein Stück Himmel / Un pezzo di cielo                                                                                           | <TV> [miniserie] - Segue le vicende di una bambina ebrea polacca durante l'Olocausto e la sua vita successiva. |
| 1982 | Germania Est                       | Erceg, Mirjana                             | Das Tagebuch der Anne Frank / Il diario di Anna Frank                                                                          | <TV> [film] - Adattamento del Diario di Anna Frank, basato sul dramma di Frances Goodrich & Albert Hackett. |
| 1982 | Stati Uniti                        | Pakula, Alan J.                            | Sophie's Choice / La scelta di Sophie                                                                                          | Il dramma di una donna ebrea che ad Auschwitz è costretta a sacrificare una figlia per salvare un altro figlio. Meryl Streep vince l'Oscar per la sua interpretazione. |
| 1982 | Stati Uniti / Polonia              | Markowitz, Robert                          | The Wall | <TV> [film] - Drammatizzazione della rivolta del ghetto di Varsavia. |
| 1983 | Francia                            | Enrico, Robert                             | Au nom de tous les miens / In nome dei miei / For Those I Loved                                                                | Basato sui racconti di un sopravvissuto dell'Olocausto, Martin Gray, ebreo polacco. Dopo che la sua famiglia è uccisa a Treblinka, entra con l’esercito russo a Berlino, e fugge quindi in America. |
| 1983 | Regno Unito                        | Blair, Jon                                 | Schindler: The Documentary | <DOC> Biografia di Oskar Schindler e della sua azione a favore degli ebrei. |
| 1983 | Ungheria                           | Gyöngyössy, Imre & Kabay, Barna            | Jób lázadása / La rivolta di Giobbe / The Revolt of Job                                                                        | Nel 1943 un'anziana coppia di ebrei adotta un bambino non-ebreo a cui lasciare i propri beni e le proprie conoscenze. |
| 1983 | Stati Uniti                        | London, Jerry                              | The Scarlet and the Black / Scarlatto e nero                                                                                   | <TV> [miniserie] - Basato sul rapporto tra Monsignor Hugh O'Flaherty e il colonnello delle SS Herbert Kappler durante l'occupazione nazista di Roma. |
| 1983 | Jugoslavia                         | Zafranovic, Lordan                         | Krv i pepeo Jasenovca / Jasenovac: The Cruelest Death Camp of All Times                                                        | <DOC> La storia del campo di concentramento di Jasenovac. |
| 1984 | Regno Unito / Germania Ovest       | Page, Anthony                              | Forbidden | Una giovane tedesca nasconde il suo fidanzato ebreo nella sua casa. |
| 1984 | Germania                           | Schirk, Heinz                              | Die Wannseekonferenz / The Wannsee Conference                                                                                  | <TV> [film] - Cronaca della conferenza di Wannsee. |
| 1984 | Germania                           | --                                         | Der Prozeß - Eine Darstellung des Majdanek-Verfahrens in Düsseldorf                                                            | <DOC> Ricreazione del processo (1975-1981) riguardante il campo di sterminio di Majdanek |
| 1984 | Jugoslavia                         | Mrmak, Sava                                | Banjica | <TV> [miniserie (4 ep.)] - Ebrei e partigiani sono rinchiusi in un campo di concentramento in Serbia in attesa di essere deportati in Germania. |
| 1985 | Canada, Stati Uniti                | Shapiro, Paul                              | Miracle at Moreau | <TV> [film] Tre bambini ebrei trovano rifugio in una scuola cattolica a Natale. |
| 1985 | Francia                            | Lanzmann, Claude                           | Shoah | <DOC> Monumentale opera che ricostruisce le varie tappe dello sterminio degli ebrei sotto l'occupazione nazista. Uno dei capisaldi della ricerca e della filmografia internazionale sull'Olocausto. |
| 1985 | Germania Ovest                     | Alexandra von Grote                        | Novembermond / November Moon                                                                                                   | Due donne (di cui una ebrea) si innamorano nella Francia occupata dai nazisti. |
| 1985 | Germania Ovest                     | Holland, Agnieszka                         | Bittere Ernte / Angry Harvest                                                                                                  | Una famiglia ebrea cerca rifugio presso alcuni contadini polacchi |
| 1985 | Paesi Bassi                        | Krabbé, Jeroen & Onrust, Hank              | Het dagboek van Anne Frank / Il diario di Anna Frank                                                                           | <TV> [film] - Adattamento del Diario di Anna Frank, basato sul dramma di Frances Goodrich & Albert Hackett. |
| 1985 | URSS                               | Klimov, Elem                               | Иди и смотри / Va' e vedi / Come and See                                                                                       | Un bambino è testimone delle stragi compiute dai nazisti in Bielorussia. |
| 1985 | Stati Uniti                        | Johnson, Lamont                            | Wallenberg: A Hero's Story | <TV> [miniserie (2 ep.)] - La storia di Raoul Wallenberg, il diplomatico svedese che salvò la vita di migliaia di ebrei a Budapest. Trasmesso l'8-9 aprile 1985. |
| 1985 | Stati Uniti                        | Wendkos, Paul                              | The Execution | <TV> [film] - Un gruppo di 5 donne, ex deportate in un campo di concentramento, riconoscono uno dei loro aguzzini e decidono di vendicarsi, scegliendo a sorte fra di loro il giustiziere. |
| 1985 | Stati Uniti, Italia                | Ramati, Alexander                          | The Assisi Underground / Assisi Underground                                                                                    | Sul salvataggio di ebrei a Assisi. |
| 1987 | Regno Unito, Jugoslavia            | Gold, Jack                                 | Escape from Sobibor / Fuga da Sobibor                                                                                          | <TV> [film] - Destinati a morte certa, i prigionieri del campo di Sobibor si ribellano per cercare la fuga. |
| 1987 | Francia                            | Malle, Louis                               | Au revoir les enfants / Arrivederci ragazzi                                                                                    | Uno dei migliori film sull'Olocausto, basato sui ricordi autobiografici del regista. Nominato all'Oscar. |
| 1987 | Regno Unito                        | Davies, Gareth                             | The Diary of Anne Frank / Il diario di Anna Frank                                                                              | <TV> [miniserie (4 ep.)] - Adattamento del Diario di Anna Frank per la sceneggiatura di Elaine Norgan. |
| 1987 | Stati Uniti                        | Sherin, Edwin                              | Lena: My 100 Children | <TV> |
| 1988 | Francia                            | Ophüls, Marcel                             | Hôtel Terminus | <DOC> La vicenda di Klaus Barbie, capo della Gestapo a Lione. |
| 1988 | Stati Uniti                        | Curtis, Dan                                | War and Remembrance / Ricordi di guerra                                                                                        | <TV> [miniserie (12 ep.)] - Altro programma televisivo destinato ad avere un grosso impatto sul pubblico per la sua esplicita e crudamente realistica presentazione degli eccidi dell'Olocausto. |
| 1988 | Stati Uniti, Regno Unito           | Erman, John                                | The Attic: The Hiding of Anne Frank                                                                                            | <TV> [film] - La storia di Anna Frank e amici narrata dal punto di vista della loro protettrice Mieo Gies. |
| 1988 | Israel                             | Golan, Menahem                             | מלחמתה של חנה / Hanna's War | La tragica missione di Hanna Szenes, paracadutata dietro le linee nemiche per raccogliere informazioni sugli eccidi degli ebrei ed uccisa dai nazisti. |
| 1988 | Stati Uniti                        | Seidelman, Arthur Allan                    | A Friendship in Vienna | <TV> [film] - L'amicizia tra due ragazzine a Vienna. Film Disney, trasmesso il 27 agosto 1988. |
| 1989 | Irlanda                            | O'Leary, Ronan                             | Fragments of Isabella | Una giovane ungherese è deportata ad Auschwitz con la sua famiglia. Sopravvissuta, emigra in America. |
| 1989 | Polonia                            | Wosiewicz, Leszek                          | Kornblumenblau | Un giovane musicista lotta per sopravvivere ad Auschwitz. |
| 1989 | Regno Unito                        | Schatzberg, Jerry                          | Reunion / L'amico ritrovato | L'amicizia tra un ragazzo tedesco e un ragazzo ebreo è resa impossibile dalle leggi razziali. |
| 1989 | Stati Uniti                        | Costa-Gavras                               | Music Box - Prova d'accusa | La vita di una famiglia americana è sconvolta quando il nonno è accusato di aver partecipato a crimini contro gli ebrei in Ungheria. |
| 1989 | Stati Uniti                        | Young, Robert M.                           | Triumph of the Spirit / Oltre la vittoria                                                                                      | Ad Auschwitz il pugile greco Salamo Arouch è costretto a combattere con altri prigionieri per intrattenere le guardie del campo. |
| 1989 | Stati Uniti                        | Fox, Ray Errol                             | Yad Vashem: Preserving the Past to Ensure the Future                                                                           | <DOC> Sulle attività dell'Istituto Yad Vashem di Gerusalemme. Nominato all'Oscar. |
| 1990 | Germania                           | Verhoeven, Michael                         | Das Schreckliche Mädchen / La ragazza terribile / The Nasty Girl                                                               | Una giovane tedesca riscopre il nascosto passato nazista della sua città. |
| 1990 | Germania                           | Brandauer, Karin                           | Sidonie | <TV> L'esperienza di una ragazza rom a Auschwitz. |
| 1990 | Germania                           | Holland, Agnieszka                         | Europa Europa | Un ragazzo ebreo nasconde la propria identità e viene arruolato nella gioventù hitleriana. |
| 1990 | Polonia                            | Wajda, Andrzej                             | Dottor Korczak / Korczak | La storia di Janusz Korczak, celebre pedagogo e direttore dell'orfanotrofio del ghetto di Varsavia che morì con i suoi bambini presumibilmente durante il trasporto al Campo di sterminio di Treblinka, così come Stefania Wilczyńska, altra educatrice dell'orfanotrofio.                                        |
| 1990 | Svezia                             | Gredej, Kjell                              | God afton, Herr Wallenberg / Good Evening, Mr. Wallenberg                                                                      | La storia del diplomatico svedese Raoul Wallenberg che salvò migliaia di ebrei a Budapest. |
| 1991 | Canada                             | Cohen, Eli                                 | The Quarrel | È Rosh Hashanah 1948 e due sopravvissuti discutono su come sia ancora possibile credere in Dio. |
| 1991 | Canada                             | Kuper, Jack                                | A Day in the Warsaw Ghetto: A Birthday Trip in Hell                                                                            | <DOC> La vita nel ghetto di Varsavia. Basato sui diari di Mary Berg, Adam Czerniaków, and others. |
| 1991 | Cecoslovacchia                     | Kachyna, Karel                             | Poslední motýl / The Last Butterfly                                                                                            | L'attore Antoine Moreau è costretto dalla Gestapo ad allestire uno spettacolo per i bambini di Terezin. |
| 1991 | Danimarca                          | Madsen, Kenneth                            | En dag i oktober / A Day in October                                                                                            | Cronaca delle operazioni di salvataggio degli ebrei danesi nell'ottobre 1943. |
| 1992 | Giappone                           | Ōyama, Katsumi                             | Inochi no biza / The Visas That Saved Lives                                                                                    | <TV> Il console giapponese in Lituania concede visti di emigrazione ad ebrei. |
| 1992 | Stati Uniti                        | Van Wagenen, Sterling                      | Alan & Naomi | L'amicizia di un ragazzo ebreo americano con una ragazzina il cui padre è stato ucciso nell'Olocausto. |
| 1993 | Italia                             | Faenza, Roberto                            | Jona che visse nella balena / Jonah Who Lived in the Whale (Look to the Sky)                                                   | Storia autobiografica di un bambino olandese sopravvissuto ai campi di concentramento. |
| 1993 | Polonia                            | Zylber, Filip                              | Pozegnanie z Maria / Farewell to Maria                                                                                         | Una ragazza ebrea fugge dal ghetto di Varsavia per rifugiarsi nella zona "ariana". |
| 1993 | Stati Uniti                        | Spielberg, Steven                          | Schindler's List - La lista di Schindler                                                                                       | Il film sull'Olocausto di maggior successo internazionale e di maggiore impatto sulla cultura popolare. Vincitore di numerosi Oscar. |
| 1995 | Germania                           | Verhoeven, Michael                         | Mutters Courage / My Mother's Courage                                                                                          | Basato sul racconto autobiografico di George Tabori, su come la madre a Budapest scampò alla deportazione. |
| 1995 | Regno Unito                        | Blair, Jon                                 | Anne Frank Remembered | <DOC> Ritratto di Anna Frank. Oscar al miglior documentario. |
| 1995 | Stati Uniti                        | Gordon, Mark                               | Children Remember the Holocaust                                                                                                | <DOC> Sui bambini dell'Olocausto |
| 1996 | Stati Uniti                        | Colla, Richard A.                          | Hidden in Silence | <TV> Una ragazza polacca nasconde un gruppo di ebrei nella propria casa. |
| 1996 | Stati Uniti                        | Hacker, Melissa                            | My Knees Were Jumping: Remembering the Kindertransports                                                                        | <DOC> Sul Kindertransport |
| 1996 | Stati Uniti                        | Holzman, Allan                             | Survivors of the Holocaust | <DOC> Memorie di superstiti dell'Olocausto. |
| 1996 | Stati Uniti                        | Gordon, Keith                              | Mother Night / Confessione finale                                                                                              | Una spia americana in Germania è costretto a tenere un programma radiofonico antisemita. |
| 1996 | Spagna                             | Townsend, Tamzin                           | El diari d'Anna Frank / Il diario di Anna Frank                                                                                | <TV> Adattamento televisivo del Diario di Anna Frank, basato sul dramma di Frances Goodrich & Albert Hackett. |
| 1997 | Danimarca                          | Kragh-Jacobsen, Søren                      | Øen i Fuglegaden / L'isola in via degli Uccelli/ The Island on Bird Street                                                     | Rimasto solo, un ragazzino ebreo si nasconde tra le rovine del ghetto di Varsavia. |
| 1997 | Francia                            | Lanzmann, Claude                           | Un vivant qui passe | <DOC> Intervista al funzionario della Croce Rossa che dopo aver visitato Terezín scrisse un rapporto favorevole sulla condizione dei prigionieri, che di lì a poco sarebbero stati inviati per la maggior parte a morire a Auschwitz.                                                                             |
| 1997 | Italia                             | Benigni, Roberto                           | La vita è bella / Life Is Beautiful                                                                                            | Un padre cerca di proteggere il figlio dagli orrori del campo in cui sono richiusi. Uno dei più famosi film sull'Olocausto. Vincitore di 3 Oscar. |
| 1997 | Italia                             | Gabbai, Ruggero                            | Memoria | <DOC> Testimonianze sull'Olocausto in Italia |
| 1997 | Italia                             | Rosi, Francesco                            | La tregua / The Truce | Basato sul racconto di Primo Levi sul suo viaggio di ritorno da Auschwitz. |
| 1997 | Regno Unito                        | Mathias, Sean                              | Bent | Due omosessuali (di cui uno ebreo) cercano di sopravvivere nel campo di concentramento |
| 1997 | Stati Uniti                        | Bender, Jack                               | A Call to Remember | <TV> |
| 1997 | Stati Uniti                        | Silver, Joan Micklin                       | In the Presence of Mine Enemies                                                                                                | <TV> La crisi di fede di un rabbino nel ghetto di Varsavia. |
| 1998 | Romania                            | Mihăileanu, Radu                           | Train de vie - Un treno per vivere / Train of Life                                                                             | Gli abitanti di un villaggio ebreo dell'Europa centrale allestiscono un finto treno di deportati. |
| 1998 | Stati Uniti                        | Cameron, Ken                               | Miracle at Midnight | Una famiglia danese aiuta i propri vicini ebrei a fuggire in Svezia. |
| 1998 | Stati Uniti                        | Moll, James                                | Gli ultimi giorni / The Last Days                                                                                              | <DOC> Gli orrori dei campi di sterminio nazisti attraverso i ricordi di 5 sopravvissuti ungheresi. Oscar al miglior documentario. |
| 1998 | Spagna                             | Trueba, Fernando                           | La niña de tus ojos / La niña dei tuoi sogni / The Girl of Your Dreams                                                         | Una commedia su una troupe spagnola che nella Germania nazista assiste alla notte dei cristalli. |
| 1999 | Rep. ceca                          | Minac, Matej                               | Vsichni moji blízcí / All My Loved Ones                                                                                        | Un bambino ebreo lascia Praga prima della guerra, lasciandovi la propria famiglia. |
| 1999 | Francia                            | Sivan, Eyal                                | Un spécialiste, portrait d'un criminel moderne / Uno specialista - Ritratto di un criminale moderno / The Specialist           | <DOC> Ritratto di Adolf Eichmann. |
| 1999 | Germania                           | Richter, Roland Suso                       | Nichts als die Wahrheit / After the Truth                                                                                      | Storia di fantasia immagina che Joseph Mengele sia sottoposto a processo. |
| 1999 | Ungheria                           | Szabó, István                              | A napfény íze / Sunshine | Tre generazioni di ebrei vivono in Ungheria nel corso del Novecento. |
| 1999 | Stati Uniti                        | Deitch, Donna                              | The Devil's Arithmetic / L'aritmetica del diavolo                                                                              | Un'apatica ragazza americana si trova trasportata ai tempi dell'Olocausto. |
| 1999 | Stati Uniti                        | Kassovitz, Peter                           | Jacob the Liar / Jakob il bugiardo / Jakob, der Lügner                                                                         | Prigioniero in un ghetto, Jakob diffonde tra i suoi compagni false notizie sull'andamento della guerra per mantenere vive le loro speranze. Secondo adattamento del racconto di Jurek Becker. |
| 2000 | Rep. ceca                          | Hřebejk, Jan                               | Musíme si pomáhat / Divisi si perde / Divided We Fall                                                                          | Nominato all'Oscar. |
| 2000 | Italia                             | Frazzi, Andrea & Frazzi, Antonio           | Il cielo cade / The Sky Is Falling                                                                                             | Lo sterminio della famiglia Einstein in Italia. |
| 2000 | Canada                             | Simoneau, Yves                             | Nuremberg / Il processo di Norimberga                                                                                          | <TV> Miniserie sul processo di Norimberga. |
| 2000 | Regno Unito, Stati Uniti           | Harris, Mark Jonathan                      | Into the Arms of Strangers: Stories of the Kindertransport / La fuga degli angeli - Storie del Kindertransport                 | <DOC> La storia dei bambini dell'Olocausto giunti in Inghilterra grazie al Kindertransport. Oscar al miglior documentario. |
| 2000 | Regno Unito                        | Read, Sue                                  | The Children Who Cheated the Nazis                                                                                             | <DOC> I bambini dell'Olocausto salvatisi grazie al Kindertransport raccontano la loro esperienza. |
| 2000 | Regno Unito / Francia / Germania   | Rob Epstein & Jeffrey Friedman             | Paragraph 175 | <DOC> La persecuzione degli omosessuali. |
| 2000 | Stati Uniti                        | Remy, Maurice Philip                       | Hitler's Holocaust | <DOC> Sotto la guida di Simon Wiesenthal sono ripercorse le tappe fondamentali dell'Olocausto. In 6 episodi. |
| 2001 | Stati Uniti                        | Avnet, Jon                                 | Uprising / La rivolta | <TV> Cronaca della rivolta del ghetto di Varsavia. |
| 2001 | Stati Uniti                        | Gray, John                                 | Haven - Il rifugio | <TV> La cronaca di Ruth Gruber che condusse 1000 ebrei in salvo negli Stati Uniti |
| 2001 | Stati Uniti                        | Bogayevicz, Yurek                          | Edges of the Lord / L'ultimo treno                                                                                             | Un bambino ebreo vive nascosto nella campagna polacca, ospitato da non-ebrei. |
| 2001 | Stati Uniti                        | Chetwynd, Lionel                           | La guerra di Varian | <TV> La storia di Varian Fry, il giornalista americano che in Francia salvò la vita a molti artisti ebrei. |
| 2001 | Italia                             | Costa, Fabrizio                            | Senza confini (miniserie) | <TV> Salvataggio di ebrei a Fiume |
| 2001 | Regno Unito                        | Dornhelm, Robert                           | Anne Frank: The Whole Story / La storia di Anna Frank                                                                          | <TV> Miniserie sulla vita di Anna Frank. |
| 2001 | Regno Unito                        | Szabó, István                              | A torto o a ragione / Taking Sides                                                                                             | Il controverso rapporto tra il celebre direttore d'orchestra Wilhelm Furtwängler e il regime nazista. |
| 2001 | Germania                           | Link, Caroline                             | Nirgendwo in Afrika / Nowhere in Africa                                                                                        | Una famiglia ebrea tedesca lascia la Germania nel 1937 per stabilirsi in Africa. Oscar al miglior film straniero. |
| 2001 | Stati Uniti                        | Nelson, Tim Blake                          | The Grey Zone / La zona grigia                                                                                                 | Un medico nazista lavora con un Sonderkommando di ebrei impiegati alla camere a gas. |
| 2001 | Stati Uniti                        | Pierson, Frank                             | Conspiracy / Conspiracy - Soluzione finale                                                                                     | <TV> Cronaca della Conferenza di Wannsee. |
| 2001 | Italia                             | Scola, Ettore                              | Concorrenza sleale / Unfair Competition                                                                                        | Leggi razziali e Olocausto a Roma |
| 2002 | Francia                            | Costa-Gavras                               | Amen. | Affronta il problema del "silenzio" di Pio XII. |
| 2002 | Francia                            | Jugnot, Gérard                             | Monsieur Batignole | Racconto di fantasia su un macellaio francese che conduce tre bambini ebrei in salvo in Svizzera. |
| 2002 | Canada                             | Mehler, Audrey                             | The Boys of Buchenwald | <DOC> Sui bambini dell'Olocausto sopravvissuti a Buchenwald. |
| 2002 | Rep. ceca                          | Mináč, Matej                               | The Power of Good: Nicholas Winton                                                                                             | <DOC> Nicholas Winton fu l'ideatore del Kindertransport per la salvezza di molti bambini dell'Olocausto. |
| 2002 | Italia                             | Negrin, Alberto                            | Perlasca - Un eroe italiano (miniserie) / Perlasca: The Courage of a Just Man                                                  | <TV> Salvataggio di ebrei a Budapest. |
| 2002 | Francia                            | Polański, Roman                            | The Pianist / Il pianista | Un musicista ebreo riesce a sopravvivere a Varsavia. |
| 2002 | Stati Uniti                        | Slesin, Aviva                              | Secret Lives: Hidden Children and Their Rescuers During WWII                                                                   | <DOC> Sui bambini dell'Olocausto sopravvissuti nascosti in clandestinità. |
| 2003 | Germania                           | Trotta, Margarethe von                     | Rosenstrasse | Basato sulla protesta di Rosenstrasse, quando nel 1943 centinaia di donne non ebree manifestarono per ottenere il rilascio dei loro mariti ebrei. |
| 2003 | Italia                             | Özpetek, Ferzan                            | La finestra di fronte / Facing Windows                                                                                         | L'Olocausto a Roma |
| 2003 | Regno Unito                        | Battiato, Giacomo                          | Untrusted | <TV> Un racconto di fantasia sulla resistenza all'Olocausto in Francia. |
| 2004 | Germania                           | Hirschbiegel Oliver                        | La caduta - Gli ultimi giorni di Hitler                                                                                        | |
| 2004 | Italia                             | Molteni, Giorgio                           | Il servo ungherese / The Hungarian Servant                                                                                     | |
| 2004 | Stati Uniti                        | Anker, Daniel                              | Imaginary Witness: Hollywood and the Holocaust                                                                                 | <DOC> La filmografia dell'Olocausto nei suoi sviluppi attraverso i decenni. |
| 2004 | Regno Unito / Stati Uniti          | Daly, John                                 | The Aryan Couple | Un industriale ebreo in Ungheria è costretto a lasciare la sua impresa ai nazisti per assicurare la propria salvezza. |
| 2005 | Regno Unito                        | Wilson, Richard                            | Primo | La storia di Primo Levi |
| 2005 | Germania                           | Juzenas, Audrius                           | Vilniaus getas | La vita e lo sterminio degli ebrei nel ghetto di Vilnius. |
| 2005 | Ungheria                           | Koltai, Lajos                              | Sorstalanság / Senza destino / Fateless                                                                                        | Dal romanzo semi-autobiografico di Imre Kertész (1929-2016). |
| 2005 | Stati Uniti                        | Rees, Laurence & Tatge, Catherine          | Auschwitz: The Nazis and the 'Final Solution'                                                                                  | <DOC> Unisce filmati di repertorio alla ricreazione scenica degli eventi principali relativi al campo di concentramento di Auschwitz. In 6 episodi. |
| 2005 | Stati Uniti                        | Schreiber, Liev                            | Everything Is Illuminated / Ogni cosa è illuminata                                                                             | Il viaggio di un giovane ebreo americano in Ucraina alla ricerca della donna che ha salvato suo nonno al tempo dell'Olocausto. |
| 2006 | Italia                             | Ferrario, Davide                           | La strada di Levi | <DOC> Il viaggio di ritorno di Primo Levi da Auschwitz in Italia. |
| 2006 | Italia                             | Calopresti, Mimmo                          | Volevo solo vivere / I Only Wanted to Live                                                                                     | <DOC> Voci di sopravvissuti dell'Olocausto in Italia. |
| 2006 | Germania                           | Vilsmaier, Joseph & Vávrová, Dana          | Der letzte Zug / The Last Train                                                                                                | Nell'aprile 1943 gli ultimi ebrei di Berlino sono trasportati a Auschwitz. |
| 2006 | Germania                           | Grünler, Jörg                              | Neger, Neger, Schornsteinfeger                                                                                                 | <TV> Basato sulla vita di Hans Massaquoi, un ragazzo afrotedesco cresciuto nella Germania nazista. |
| 2006 | Olanda                             | Verhoeven, Paul                            | Zwartboek / Black Book | Una giovane ebrea diventa una spia della resistenza olandese. |
| 2007 | Polonia, Israele                   | Barbash, Uri                               | Spring 1941 | Un medico ebreo e la sua famiglia sono nascosti nella fattoria di una giovane vedova polacca. |
| 2007 | Belgio                             | Belmont, Véra                              | Sopravvivere coi lupi / Surviving with Wolves                                                                                  | Basato sul romanzo omonimo,biografia inventata dell'autrice in fuga nell'Europa occupata dai nazisti. |
| 2007 | Italia                             | Lizzani, Carlo                             | Hotel Meina | Strage di ebrei in Italia (Olocausto del Lago Maggiore). |
| 2007 | Canada                             | Podeswa, Jeremy                            | Fugitive Pieces | Un ragazzo ebreo polacco è salvato da un archeologo greco. |
| 2007 | Germania                           | Ruzowitzky, Stefan                         | Die Fälscher / Il falsario - Operazione Bernhard / The Counterfeiters                                                          | Con l'Operazione Bernhard i nazisti usarono specialisti ebrei per cercare di riprodurre sterline e dollari falsi. |
| 2007 | Germania                           | Young, Robert                              | Eichmann | Cronaca del processo a Adolf Eichmann |
| 2008 | Stati Uniti / Germania / Israele   | Schrader, Paul                             | Adam Resurrected | I traumi di un superstite dell'Olocausto ricoverato in un ospedale psichiatrico in Israele |
| 2008 | Stati Uniti                        | Zwick, Edward                              | Defiance - I giorni del coraggio                                                                                               | Un gruppo di partigiani ebrei (i Fratelli Bielski) lottano contro i fascisti in Bielorussia. |
| 2008 | Stati Uniti                        | Daldry, Stephen                            | The Reader / A voce alta | |
| 2008 | Stati Uniti                        | Herman, Mark                               | The Boy in the Striped Pyjamas / Il bambino con il pigiama a righe                                                             | |
| 2008 | Stati Uniti                        | Yakin, Boaz                                | Death in Love | Una ragazza ebrea riesce a salvarsi da un campo di concentramento nazista grazie alla sua relazione con un medico nazista. |
| 2009 | Belgio                             | Wald, Micha                                | Simon Konianski | Alla morte del padre, Simon con il figlioletto Hadrien parte per seppellirne il corpo in Ucraina e riscopre il passato che si era sempre rifiutato di conoscere. |
| 2009 | Germania                           | Heidelbach, Kaspar                         | Berlin '36 | La storia di Gretel Bergmann (1914-2017), la campionessa tedesca di salto in alto esclusa dei Giochi Olimpici del 1936 a Berlino perché ebrea. |
| 2009 | Regno Unito                        | Jones, Jon                                 | The Diary of Anne Frank / Il diario di Anna Frank                                                                              | <TV> La storia di Anna Frank (1929-1945), in una miniserie televisiva della BBC in 5 episodi. |
| 2009 | Stati Uniti                        | Tarantino, Quentin                         | Inglourious Basterds / Bastardi senza gloria                                                                                   | Fantasia sul tema dell'Olocausto, in cui la guerra ha termine con l'uccisione dei gerarchi nazisti ad opera di un commando di soldati ebrei americani. |
| 2009 | Stati Uniti                        | Harrison, John Kent                        | The Courageous Heart of Irena Sendler / Il coraggio di Irena Sendler                                                           | <TV> Basato sulla vicenda di Irena Sendler, un'assistente sociale polacca che salvò la vita di numerosi bambini ebrei durante l'Olocausto. |
| 2010 | Cina                               | Genfa, Wang & Zhenhui, Zhang               | A Jewish Girl in Shanghai | Film d'animazione. Racconta la vicenda di una bambina ebrea rifugiatasi a Shanghai in Cina durante l'Olocausto. |
| 2010 | Francia                            | Bosch, Roselyne                            | La rafle / Vento di primavera / The Round-Up                                                                                   | Racconto del rastrellamento del Velodromo d'Inverno nel luglio 1942 a Parigi. |
| 2010 | Francia                            | Paquet-Brenner, Gilles                     | Elle s'appelait Sarah / La chiave di Sara                                                                                      | Altro racconto incentrato sul rastrellamento del Velodromo d'Inverno nel luglio 1942 a Parigi. |
| 2010 | Italia                             | Negrin, Alberto                            | Mi ricordo Anna Frank (film TV) / Memories of Anne Frank                                                                       | <TV> Basato sul libro di Alison Leslie Gold. |
| 2011 | Polonia                            | Holland, Agnieszka                         | W ciemności / In Darkness | Un gruppo di ebrei sopravvive nascosto nelle fogne di Lwów. |
| 2011 | Spagna                             | Oliveros, Luis                             | El ángel de Budapest / Angel of Budapest                                                                                       | <TV> Miniserie televisiva mette in evidenza gli sforzi compiuti dal console spagnolo Ángel Sanz Briz per la salvezza degli ebrei di Budapest. |
| 2011 | Stati Uniti                        | Sharify, Shahab John                       | The Boys of Terezín | <DOC> Cinque bambini dell'Olocausto ricordano da adulti la loro esperienza a Terezín e la loro collaborazione al giornale "Vedem". |
| 2012 | Polonia                            | Pasikowski, Władysław                      | Aftermath | Gli abitanti di un villaggio in Polonia devono fare i conti con il terribile passato che li ha visti corresponsabili dell'uccisione della locale popolazione ebraica. |
| 2012 | Francia                            | Gitai, Amos                                | Lullaby to My Father | <DOC> La storia di Munio Weinraub (1909-1970), un eminente architetto ebreo tedesco, perseguitato dal regime nazista. |
| 2012 | Germania                           | Trotta, Margarethe von                     | Hannah Arendt | La storia della filosofa Hannah Arendt che, recatasi a Gerusalemme per seguire il processo a Adolf Eichmann, vede di fronte a sé soltanto un uomo mediocre. |
| 2012 | Italia                             | Pompucci, Leone                            | La fuga degli innocenti / Hidden Children                                                                                      | <TV> La storia dei bambini di Villa Emma (Nonantola). |
| 2012 | Regno Unito                        | Cannell, Dollan & Geilinger, Spike         | Death Camp Treblinka: Survivor Stories                                                                                         | <DOC> Gli ultimi due superstiti di Treblinka raccontano la storia del campo di sterminio. |
| 2012 | Stati Uniti                        | Doron, Dana & Sinai, Uriel                 | Numbered | <DOC> Circa 400.000 persone ebbero il numero tatuato ad Auschwitz. Il documentario intervista numerosi tra i sopravvissuti che ancora portano quel numero. |
| 2013 | Canada                             | Clarke, Malcolm                            | The Lady in Number 6: Music Saved My Life                                                                                      | <DOC> La storia di Aliza Sommer-Herz, superstite dell'Olocausto. |
| 2013 | Francia                            | Lanzmann, Claude                           | Le dernier des injustes / The Last of the Unjust                                                                               | <DOC> La storia di Benjamin Murmelstein, l'ultimo presidente del Judenrat di Theresienstadt, superstite dell'Olocausto. |
| 2013 | Germania                           | Danquart, Pepe                             | Lauf Junge lauf / Corri ragazzo corri                                                                                          | Basato sulla vicenda di Yoram Friedman, un bambino fuggito dal ghetto di Varsavia e sopravvissuto in una fattoria in Polonia. |
| 2013 | Italia                             | Coda, Giovanni                             | Il rosa nudo / Naked Rose | Film basato sulla vicenda di Pierre Seel, un omosessuale francese deportato nel campo di concentramento di Vorbruck-Schirmeck. |
| 2013 | Italia                             | Gabbai, Ruggero                            | Il viaggio più lungo, gli ebrei di Rodi / The Longest Journey                                                                  | <DOC> La storia degli ebrei di Rodi fino alla loro deportazione ad Auschwitz nell'estate 1944. |
| 2013 | Regno Unito                        | Dunlop, Alexander                          | Treblinka: Inside Hitler's Secret Death Camp                                                                                   | <DOC> Sul campo di sterminio di Treblinka. |
| 2013 | Stati Uniti, Germania              | Percival, Brian                            | The Book Thief / Storia di una ladra di libri                                                                                  | Una bambina tedesca la cui famiglia adottiva nasconde in casa un ebreo. |
| 2013 | Stati Uniti                        | Schmidt, Mark                              | Walking with the Enemy | |
| 2013 | Stati Uniti                        | Pressman, Steven                           | 50 Children: The Rescue Mission of Mr. And Mrs. Kraus                                                                          | <DOC> 50 bambini dell'Olocausto emigrano da Vienna negli Stati Uniti. |
| 2014 | Germania                           | Ricciarelli, Giulio                        | Im Labyrinth des Schweigens / Il labirinto del silenzio                                                                        | Una cortina di silenzio copre le responsabilità di molte ex-SS che operarono nei campi di concentramento. |
| 2014 | Italia, Ungheria                   | Faenza, Roberto                            | Anita B. | Il difficile ritorno alla vita di una giovane sopravvissuta a Auschwitz. Basato su un racconto di Edith Bruck. |
| 2014 | Svizzera                           | Gsponer, Alain                             | Akte Grüninger | L'arrivo illegale di rifugiati ebrei in Svizzera durante la guerra pone un problema morale agli stessi funzionari di polizia. |
| 2014 | Regno Unito                        | BBC Production                             | The Children of the Holocaust                                                                                                  | <DOC> Film d'animazione sui bambini dell'Olocausto giunti in Inghilterra con il Kindertransport o dopo la guerra. |
| 2014 | Stati Uniti                        | Jacoby, Oren                               | My Italian Secret: The Forgotten Heroes                                                                                        | <DOC> Racconti di salvataggio di ebrei in Italia. |
| 2014 | Stati Uniti                        | Pelling, Hereward                          | Escape From a Nazi Death Camp                                                                                                  | <DOC> La rivolta di Sobibor. |
| 2015 | Canada                             | Egoyan, Atom                               | Remember | Un anziano sopravvissuto ebreo va alla ricerca della persona responsabile per la morte della sua famiglia. |
| 2015 | Germania                           | Kadelbach, Philipp                         | Nackt unter Wölfen / Naked Among Wolves                                                                                        | <TV> Un bambino è tenuto nascosto a Buchenwald. |
| 2015 | Regno Unito                        | Paul Andrew Williams                       | The Eichmann Show | Docu Film - Ricostruzione del processo ad Adolf Eichmann con immagini e video originali. |
| 2015 | Italia                             | Bechis, Marco                              | Il rumore della memoria | <DOC> Basato su una serie di interviste pubblicate in video dal Corriere della Sera nel 2013-14, documenta la vicenda di Vera Vigevani Jarach, rifugiatasi in Argentina ai tempi dell'Olocausto, la cui figlia fu tra i Desaparecidos della dittatura argentina.                                                  |
| 2015 | Polonia                            | Pawlikowski, Paweł                         | Ida | Una giovane orfana polacca in procinto di farsi suora scopre di essere ebrea. |
| 2015 | Ungheria                           | Nemes, László                              | Saul fia / Il figlio di Saul                                                                                                   | Un ebreo ungherese lavora nel Sonderkommando di Auschwitz incaricato di cremare le vittime delle camere a gas. |
| 2015 | Stati Uniti                        | Roberts, Alex & Andrew Sherwood            | Innocence Lost: Stories from Children of the Holocaust                                                                         | <D0C> La storia di quattro bambini dell'Olocausto. |
| 2016 | Danimarca                          | Donato, Nicolo                             | Fuglene over sundet / Across the Waters                                                                                        | La fuga degli ebrei danesi in Svezia nell'ottobre 1943. |
| 2016 | Francia, Belgio                    | Doillon, Lola                              | Le voyage de Fanny / Fanny's Journey                                                                                           | Il viaggio di un gruppo di bambini ebrei fino alla Svizzera, guidati da una di loro, Fanny. |
| 2016 | Regno Unito                        | Jackson, Mick                              | Denial / La verità negata | Basato sul processo vinto dallo storica Deborah Lipstadt contro le tesi negazionistiche di David Irving. |
| 2016 | Stati Uniti                        | Pearlstein, Ferne                          | The Last Laugh | <DOC> Fino a che punto l'Olocausto può essere raccontato facendo ricorso all'umorismo? |
| 2016 | Stati Uniti                        | Soliday, Todd & Warshawski, Leah           | Big Sonia | <DOC> La storia di Sonia Warshawski, sopravvissuta all'Olocausto. |
| 2016 | Stati Uniti                        | Genievsky, Alexander                       | Memories of the Warsaw Ghetto                                                                                                  | <DOC> La storia di dr. Eugene Bergman, nel ghetto di Varsavia. |
| 2017 | Francia                            | Duguay, Christian                          | Un sacchetto di biglie (Un sac de billes)                                                                                      | Seconda versione del popolare racconto autobiografico di Joseph Joffo. |
| 2017 | Germania                           | Claus Räfle                                | Die Unsichtbaren - Wir wollen leben / The Invisibles                                                                           | Storia di 4 giovani ebrei che sopravvissero l'Olocausto sotto falsa identità in Germania. |
| 2017 | Stati Uniti                        | Caro, Niki                                 | The Zookeeper's Wife / La signora dello zoo di Varsavia                                                                        | Una famiglia polacca di custodi dello zoo di Varsavia vi nasconde decine e decine di fuggitivi dal ghetto di Varsavia. |
| 2017 | Regno Unito                        | Ferguson, Claire                           | Destination Unknown | <DOC> Storie di dodici sopravvissuti all'Olocausto. |
| 2018 | Russia                             | Maljukov, Andrej                           | Собибор / Sobibór | Cronaca della rivolta al campo di sterminio di Sobibór nell'ottobre 1943. |
| 2018 | Stati Uniti                        | Chris Weitz                                | Operation Finale | Segue gli sforzi dell'Intelligence israeliana per catturare l'ex ufficiale delle SS Adolf Eichmann |
| 2018 | Filippine                          | Matthew Rose                               | Quezon's Game | Racconta il piano del presidente filippino Manuel L. Quezon per fornire rifugio agli ebrei in fuga dalla Germania nazista. |
| 2018 | Spagna                             | Mar Targarona                              | Il fotografo di Mauthausen | Storia di Francisco Boix e la sua documentazione segreta della vita al campo di concentramento di Mauthausen |
| 2018 | Polonia, Germania, Stati Uniti     | Adrian Panek                               | Werewolf | |
| 2018 | Stati Uniti                        | Marc Fusco                                 | The Samuel Project | |
| 2018 | Germania                           | Christian Petzold                          | La donna dello scrittore | Adattamento del romanzo Visto di transito di Anna Seghers |
| 2019 | Stati Uniti                        | Taika Waititi                              | Jojo Rabbit | Adattamento de Il cielo in gabbia di Christine Leunens |
| 2020 | Stati Uniti, Regno Unito, Germania | Jonathan Jakubowicz                        | Resistance - La voce del silenzio                                                                                              | Racconta la vita del mimo Marcel Marceau durante la seconda guerra mondiale |
| 2020 | Stati Uniti                        | Steven Oritt                               | My Name is Sara | |
| 2020 | Germania, Russia, Bielorussia      | Vadim Perelman                             | Lezioni di persiano / Persischstunden                                                                                          | |
| 2021 | Serbia                             | Predrag Antonijević                        | Dara of Jasenovac | Racconto dei testimoni sopravvissuti al campo di concentramento di Jasenovac |
| 2021 | Slovacchia                         | Peter Bebjak                               | The Auschwitz Report | Due giovani ebrei slovacchi, deportati ad Auschwitz nel 1942, dopo una meticolosa pianificazione riescono a fuggire. |
| 2021 | Italia                             | Davide Campagna                            | L'equilibrista con la stella                                                                                                   | Una giovane ebrea si innamora di un pagliaccio ariano, il quale la nasconde nel suo circo e le insegna a fare l'equilibrista per sfuggire alle persecuzioni naziste. |
| 2023 | Italia, Repubblica Ceca            | Gabriele Guidi                             | Terezín | Una coppia di musicisti ebrei viene deportata nel ghetto di Terezín. |
| 2023 | Italia                             | Claudio Bisio                              | L'ultima volta che siamo stati bambini                                                                                         | Un gruppo di ragazzi intraprende un lungo viaggio nel 1943 per trovare il loro amico deportato ad Auschwitz. |

## Studi, articoli e monografie
- Annette Insdorf, Indelible Shadows: Film and the Holocaust. New York: Random House, 1983 / 2nd ed. 1989 / 3rd ed. 2003.
- Judith E. Doneson, The Holocaust in American Film. Philadelphia: Jewish Publication Society, 1987 / 2nd ed. Syracuse, NY: Syracuse University Press, 2002.
- Ilan Avisar, Screening the Holocaust: Cinema's Images of the Unimaginable. Bloomington: Indiana University Press, 1988.
- André Colombat, The Holocaust in French Film. Metuchen, NJ: Scarecrow Press, 1993.
- Joshua Hirsch. Afterimage: Film, Trauma And The Holocaust. Philadelphia: Temple University Press, 2004
- Millicent Marcus, Italian Film in the Shadow of Auschwitz. Toronto: University of Toronto Press, 2007.
- Emiliano Perra, Conflicts of Memory: The Reception of Holocaust Films and TV Programmes in Italy, 1945 to the Present. Oxford & New York: Peter Lang, 2010.
- Marek Haltof. Polish Film and the Holocaust: Politics and Memory. New York & Oxford: Berghahn, 2012
- Robert Charles Reimer, and Carol J. Reimer (eds.). Historical Dictionary of Holocaust Cinema, Lanham, MD: Scarecrow, 2012.
- Olga Gershenson, The phantom Holocaust: Soviet cinema and Jewish catastrophe. New Brunswick, NJ & London: Rutgers University Press, 2013.
- Oleksandr Kobrynskyy, and Gerd Bayer (eds.). Holocaust Cinema in the Twenty-First Century: Images, Memory, and the Ethics of Representation. London & New York: Wallflower Press, Columbia University Press, 2015.
- Henry Gonshak, Hollywood and the Holocaust. Lanham, MD: Rowman & Littlefield, 2015.
- Brad Prager, After the Fact: The Holocaust in Twenty-First Century Documentary Film. New York: Bloomsbury, 2015